# A Bear of a Story
A Bear of a Story è un cortometraggio muto del 1916 scritto, diretto e interpretato da Tom Mix. Prodotto dalla Selig, il film, una commedia di genere western, aveva come altri interpreti Victoria Forde, Sid Jordan, Betty Keller.

## Trama
Tom Wilson è innamorato di Vicky, una ragazza del ranch. Quando lui le chiede di sposarlo, lei dice che vorrebbe che lui le procurasse un orso come quello di una sua amica. Tom, per amore, è disposto a tutto e chiede a Sid, un altro dei cowboy, di aiutarlo a catturarne uno. Avendo trovato dei segni di un orso, i due amici si mettono sulle sue tracce, trovando un buco. Tom vi entra ma vi entra pure l'orso e lui fa appena in tempo a scappare a gambe levate. Alla fine, però, l'orso viene catturato e preso al lazo. Nel frattempo Vicky, giocherellando con il cucciolo di orso dell'amica, viene morsicata da questi. Seccata, la ragazza, quando vede arrivare i due cowboy con l'orso al lazo, dichiara che non sopporta gli orsi e se ne va. I due, allibiti, si guardano in faccia e cadono giù svenuti.

## Produzione
Il film fu prodotto dalla Selig Polyscope Company.

## Distribuzione
Distribuito dalla General Film Company, il film - un cortometraggio in una bobina - uscì nelle sale cinematografiche statunitensi il 19 agosto 1916.
La Grapevine Video lo ha distribuito sul mercato degli Stati Uniti riversato su VHS. Il film è stato distribuito nel 2018 in DVD dall'Alpha Video Distributors.